# Клімен (цар Олімпії)
Кліме́н (дав.-гр. Κλύμενος; ім'я означає «знаменитий») — персонаж давньогрецької міфології, цар Олімпії, критянин за походженням. Син Кардіса, нащадок Геракла. 
Переселився з критської Кідонії, з річки Іардана приблизно через 50 років після потопу. Заснував в Еліді храм Афіни Кідонії, присвятив жертовник Гері Олімпійській з попелу. Влаштував змагання в Олімпії і спорудив жертовник куретам і Гераклові, назвавши його Геракл Парастат. Був вигнаний з трону Ендіміоном, який приєднав Олімпію до Еліди.